# Melivalfestidolen
Melivalfestidolen, är en svensk musik- och komediserie som hade premiär på SVT Play den 30 december 2024. Första säsongen som består av åtta avsnitt är regisserad av Oskar Arleon som också varit med och skrivit manuset.

## Handling
Serien kretsar kring en musiktävling där tittarna får följa artisterna och alla bakom kulisserna som kämpar med att göra programmet till en succé. Melivalfestidolen utgörs av märkliga kvaltävlingar, skandaler, internationell expertjury och självklart musik.

## Medverkande (i urval)
- Oskar Arleon
- Charlotta Björck
- Christian Bustos
- Vanja Engström
- Klas Wiljergård